# Jacobin (tijdschrift)
Jacobin is een van oorsprong Amerikaans driemaandelijks tijdschrift en een website over politiek en cultuur. Jacobin biedt een uitgesproken links en socialistisch perspectief, geschreven door – in vergelijking tot bijvoorbeeld klassiek-linkse uitgaven als Dissent of New Politics – vertegenwoordigers van een jongere generatie radicale linkse denkers. De naam is een verwijzing naar de Jakobijnen in de Franse Revolutie.
Jacobin begon op het internet in september 2010. In 2011 volgde het eerste gedrukte blad. Elke editie telt 80 à 100 bladzijden in kleur. Er bestaan abonnementsformules voor het papieren tijdschrift en de online versie. Anno 2018 zijn er zo'n 30.000 abonnees. Online haalde het magazine in 2017 meer dan een miljoen weergaves per maand.
In 2013 kondigde Jacobin een samenwerking aan met Verso Books en Random House: Jacobin Books. In de reeks worden boeken uitgegeven met kritische analyses over politiek, economie en cultuur vanuit een socialistisch perspectief.
Sinds de presidentscampagne van Bernie Sanders in 2015 wordt het tijdschrift gelinkt aan de toenemende populariteit van democratisch socialisme in de Verenigde Staten.
In 2022 ontstond er ook een Nederlandse versie van het tijdschrift met Hannah van Binsbergen als hoofdredacteur en Stichting Dissident als uitgever, waarvan het nulnummer in oktober 2023 is verschenen. Papieren nummers zijn alleen via een abonnement verkrijgbaar, en niet via de boekhandel.